# شهرستان ییندرژیخوف هرادتس
ناحیهٔ ییندریخوف هرادتس (به چکی: Jindřichův Hradec District) یک ناحیه در جمهوری چک است که در منطقه بوهمی جنوبی واقع شده‌است. ناحیهٔ ییندریخوف هرادتس ۱٬۹۴۳٫۶۹ کیلومتر مربع مساحت و ۹۲٬۷۵۲ نفر جمعیت دارد.